# 杉ノ木峠
杉ノ木峠（すぎのきとうげ）は、群馬県の富岡市と甘楽郡下仁田町の境にある峠である。

## 概要
- 標高は約450m。
- 道路は群馬県道51号松井田下仁田線として整備されており、車両の通行が可能。